# Zuckerman délivré
Zuckerman délivré (titre original en anglais : Zuckerman Unbound) est un roman de l'écrivain américain Philip Roth paru originellement en avril 1981 chez Farrar, Straus and Giroux et publié en français le 17 novembre 1982 aux éditions Gallimard. C'est le deuxième volume du cycle « Nathan Zuckerman ».

## Accueil de la critique
Le deuxième volume du cycle Zuckerman reçoit un bon accueil dans The New York Times.

## Éditions
- (en) Zuckerman Unbound, Farrar, Straus and Giroux, 1981  (ISBN 0-374-29945-5),
- Zuckerman délivré, trad. Henri Robillot, éditions Gallimard, coll. « Du monde entier », 1982  (ISBN 9782070225422), 224 p.[2]
- Dans Zuckerman enchaîné, trad. Jean-Pierre Carasso et Henri Robillot, éditions Gallimard, coll. « Folio » no 1877, 1987  (ISBN 9782070378777), 736 p.
- (en) Zuckerman Unbound, Random House, coll. « Vintage International », 1995  (ISBN 9780679748991), 240 p.